# Vic Fontaine
Vic Fontaine is een personage uit de Star Trekserie Star Trek: Deep Space Nine. Fontaine is, net als de dokter uit de serie Star Trek: Voyager, een hologram.

## Herkomst
Fontaine is ontworpen door de holoprogrammeur Felix, een vriend van Dr. Julian Bashir, en is ontworpen voor actieve interactie met de bezoekers van de holosuite. Fontaine bezit ook een vorm van bewustzijn en kan zich daardoor inleven in anderen. Hij is een van de weinige hologrammen die zichzelf naar believen kan in- en uitschakelen.

## Wie is Fontaine
Fontaine is zanger en entertainer, en treedt op in een authentieke bar uit het aardse Las Vegas in 1962. De bar bevindt zich in een van de holosuites die de Ferengi Quark uitbaat. De holosuite wordt veel gebruikt door de bewoners van Deep Space Nine die ernaartoe gaan ter ontspanning.
Fontaine is dusdanig 'echt' dat de bewoners van DS9 hem zien en behandelen als een echt mens. Ze vragen hem om advies en hij helpt hen wanneer hij kan. Zo heeft hij Odo geleerd zich te uiten zodat hij Kira Nerys zijn liefde kon verklaren, en hielp hij Nog (het neefje van Quark) toen deze zwaargewond uit een oorlog terugkwam en niet wist of hij nog wel zo verder wilde leven. Fontaine hielp Nog er weer bovenop, en als dank regelde Nog met zijn oom Quark dat het holo-programma continu kon blijven draaien: 26 uur per dag dus. Hierdoor kon Fontaine een nagenoeg echt leven leiden.
In de laatste aflevering van DS9 (seizoen 7) geeft Fontaine een speciaal concert voor de bewoners van DS9. De oorlog tegen de Dominion is gewonnen, en de betrokkenen zullen allemaal afreizen voor nieuwe uitdagingen.
Vic Fontaine wordt gespeeld door de acteur James Darren.

## Bron
- Star Trek Wiki